# Tecla Sala i Miralpeix
Tecla Sala i Miralpeix   (Roda de Ter, 26 d'abril de 1886 - Barcelona, 2 de setembre de 1973) fou una empresària catalana.

## Biografia
Filla de Josep Sala i Romà i de Dolors Miralpeix i Ballester, quedà òrfena als cinc anys i se'n feren càrrec els seus oncles Pau Sala i Roma i Francesca Miralpeix i Masvidal. A la mort dels seus oncles l'any 1910 heretà la fàbrica de filatura de cotó que posseïen a Roda de Ter, coneguda popularment com “La Blava”. L'any 1906 es casà amb el seu cosí Joan Riera i Sala i el matrimoni va gestionar la fàbrica heretada. L'any 1909, el matrimoni s'instal·là a Barcelona i tingueren cinc fills, un dels quals, Pau Riera i Sala, fou un dels fundadors d'Òmnium Cultural.
L'any 1913 adquiriren un edifici industrial dedicat a fabricar pasta de paper a l'Hospitalet, conegut com el molí d'en Basté, que van convertir en fàbrica de filatures de cotó.
Tecla Sala enviudà el 1926, i l'any 1928, encarregà a l'arquitecte Francesc Folguera i Grassi el Casal Sant Jordi del carrer de Casp cantonada amb el de Pau Claris (Barcelona), on disposava d'oficines i on va anar a viure.
Va solidaritzar-se amb el Moviment Escolta creat per Josep Maria Batista i Roca i va col·laborar amb mossèn Antoni i Batlle, l'any 1928, sota la dictadura militar de Primo de Rivera.
Durant la Guerra Civil Espanyola s'exilià a França i les seves propietats foren col·lectivitzades i recuperades l'any 1939.
Fou una persona de fortes conviccions religioses i sempre defensà que l'Església havia d'estar al costat del poble i amb el poble. Contribuí generosament a la reconstrucció de temples, a obres de caràcter benèfic i ajudà a moltes activitats culturals.

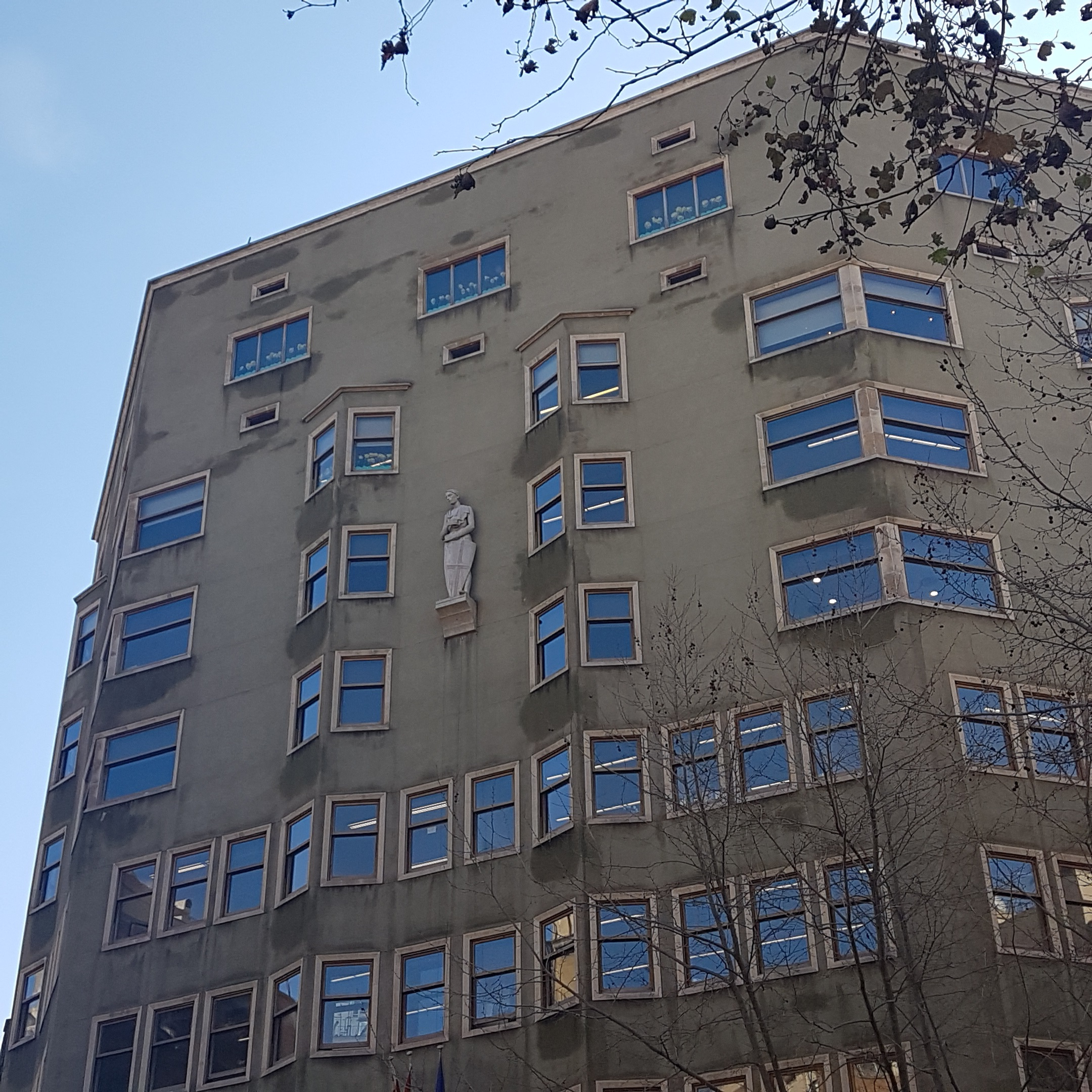
Casal Sant Jordi, Barcelona

Creà i mantingué una escola-llar a Roda de Ter i a l'Hospitalet, subvencionà la Creu Roja, col·laborà en la construcció del nou temple parroquial de Santa Eulàlia de Mérida i va fer construir pel seu compte (sobre un solar cedit pel municipi) l'escola que porta el seu nom, de la qual feu donació al Bisbat de Barcelona i que es va inaugurar el curs 1957-58.
L'any 1954, l'Ajuntament de l'Hospitalet la nomenà filla adoptiva. De la mateixa manera la ciutat de l'Hospitalet va comprar, el 1988, la fàbrica tèxtil el Molí d'en Basté per construir-hi el Centre Cultural Tecla Sala que acull la Biblioteca Central Tecla Sala, el Centre d'Estudis de l'Hospitalet, l'espai de creació TPK Art i pensament contemporani i la Fundació Arranz-Bravo.